# Mongrels (film 1918)
Mongrels (o Mongrels!)  è un cortometraggio muto del 1918 diretto da Jack White

## Produzione
Il film fu prodotto dalla Fox Film Corporation.

## Distribuzione
Distribuito dalla Fox Film Corporation, il film - un cortometraggio di 25 minuti - uscì nelle sale cinematografiche USA il 17 novembre 1918.